# Slag bij Mynydd Hyddgen
De Slag bij Mynydd Hyddgen was een onderdeel van de Opstand in Wales (1400-1415) onder leiding van Owain Glyndŵr tegen de Engelse overheersing van Hendrik IV van Engeland en vond plaats in juni 1401 op de westelijke hellingen van Pumlumon, in de buurt van de huidige grens tussen Ceredigion en Powys.

## De twee legers
De kolonisten kregen versterking van een grote strijdmacht aan Engelse soldaten en Vlaamse huurlingen. Deze slag was een van de eerste van Owain, waarop zijn rebellie verder uitbreidde. Er wordt geschat dat zijn strijdmacht op dat moment uit een 500 man bestond, wat ongeveer een derde was van de aanvallende strijdmacht en sommige bronnen, zoals de door Gruffydd Hiraethog in 1550 - meer dan een eeuw later - geschreven en op oudere bronnen die niet zijn overgeleverd gebaseerde Annalen van Owen Glyn Dwr, stellen dat zijn strijdmacht slechts uit 120 mannen bestond. Er wordt gedacht dat Owains strijdmacht vooral bestond uit boogschutter op pony's die goed aangepast waren aan reizen door drassige en bergachtige gebieden.
Het Engels-Vlaamse leger zou aan de andere kant vooral uit infanterie hebben bestaan met een handvol lichte ruiterij ter ondersteuning. Ondanks het feit dat ze een degelijke uitrusting hadden, hadden vele van de Engels-Vlaamse soldaten maar weinig militaire ervaring en was er een algemeen gebrek aan discipline in hun leger.

## De veldslag
De precieze locatie van de veldslag is niet gekend en er is weinig geweten over het verloop van de slag zelf. Mynydd betekent "berg" in het Welsh. Toch weten we dat Glyndŵrs leger in staat was om terug te vechten tegen deze aanvallers (ondanks het feit dat ze in aantal overtroffen werden), 200 van hen te doden, de hoofdmacht weg te jagen en de overblijvende soldaten gevangen te nemen. Men kan aannemen dat Owains succes in de manoeuvreerbaarheid van zijn lichte troepen lag. Het Engelse leger (dat zwaarder beladen was) zou meer moeite gehad hebben met reizen over de moerassige grond van de vallei.
De Engelse nederlaag was ernstig genoeg dat koning Hendrik IV van Engeland besloot persoonlijk de strafexpeditie tegen Wales te leiden.

## Referentie
- Dit artikel of een eerdere versie ervan is een (gedeeltelijke) vertaling van het artikel Battle of Mynydd Hyddgen op de Engelstalige Wikipedia, dat onder de licentie Creative Commons Naamsvermelding/Gelijk delen valt. Zie de bewerkingsgeschiedenis aldaar.